# Diócesis de Avellaneda-Lanús
La diócesis de Avellaneda-Lanús (en latín: Dioecesis Avellanediensis-Lanusensis) es una circunscripción eclesiástica de la Iglesia católica en Argentina. Se trata de una diócesis latina, sufragánea de la arquidiócesis de Buenos Aires. Desde el 7 de agosto de 2021 su obispo es Maxi Julián Margni.

## Territorio y organización
La diócesis tiene 102 km² y extiende su jurisdicción sobre los fieles católicos de rito latino residentes en la provincia de Buenos Aires en los partidos de Avellaneda y de Lanús.
La sede de la diócesis se encuentra en la ciudad de Avellaneda, en donde se halla la Catedral de Nuestra Señora de la Asunción.
En 2020 en la diócesis existían 51 parroquias agrupadas en 6 decanatos. A partir de marzo de 2023, los decanatos se redujeron a cuatro, cuya lista con fecha de erección canónica es la siguiente:
Decanato Avellaneda Norte
- Catedral Nuestra Señora de la Asunción (en Avellaneda) (13 de enero de 1854)
- Santa Catalina de Siena (en Dock Sud) (12 de octubre de 1974)
- Santa Teresita del Niño Jesús (en Avellaneda) (16 de septiembre de 1946)
- Exaltación de la Cruz (en Avellaneda) (21 de junio de 1968)
- Sagrada Familia (en Avellaneda) (21 de junio de 1968)
- Sagrado Corazón de Jesús (en Dock Sud) (3 de junio de 1916)
- San Pablo Apóstol y Nuestra Señora de Luján (en Avellaneda) (17 de agosto de 1986)
- Nuestra Señora de Fátima (en Isla Maciel de Dock Sud) (14 de diciembre de 1974)
- Nuestra Señora la Conquistadora (en Gerli Este) (26 de marzo de 1978)
- San Antonio de Padua (en Gerli Este) (29 de abril de 1936)
- Nuestra Señora del Rosario (en Piñeyro) (31 de julio de 1920)
- Madre de Misericordia (en Villa Porvenir) (1 de diciembre de 1941)
- Cristo Rey (en Avellaneda) (1 de enero de 1970)
- Cuasiparroquia San Cayetano (en Avellaneda) (7 de junio de 1997)

Decanato Avellaneda Sur
- Nuestra Señora de la Paz (en Wilde) (30 de diciembre de 1992)
- Nuestra Señora de Luján (en Sarandí) (2 de agosto de 1928)
- Nuestra Señora de las Mercedes (en Wilde) (8 de agosto de 1969)
- La Inmaculada y San Maximiliano María Kolbe (en Wilde) (8 de junio de 1999 como cuasiparroquia, y 9 de agosto de 2009 como parroquia)
- Nuestra Señora del Carmen (en Wilde) (4 de diciembre de 1935)
- Santa Rosa de Lima (en Wilde) (15 de diciembre de 1996)
- Nuestra Señora del Valle (en Wilde) (8 de diciembre de 1996)
- Nuestra Señora de Fátima (en Wilde) (16 de febrero de 1969)
- San José (en Villa Domínico) (4 de noviembre de 1925)
- Santísima Trinidad (en Villa Domínico) (15 de junio de 1972)
- Nuestra Señora de Loreto (en Sarandí) (9 de diciembre de 1949)
- Virgen Madre (en Sarandí) (3 de septiembre de 1998)

Decanato Lanús Este
- San Jorge (en Lanús Este) (11 de febrero de 1969)
- Santuario Sagrado Corazón de Jesús (en Lanús Este) (31 de julio de 1920)
- Santo Cristo (en Lanús Este) (1 de enero de 1951)
- San Luis Orione (en Villa Domínico) (26 de octubre de 2007)
- Cristo Salvador (en Monte Chingolo) (5 de noviembre de 1980)
- San Juan María Vianney (en Monte Chingolo) (11 de febrero de 1969)
- Santuario San Cayetano (en Lanús Este) (7 de agosto de 2009)[4]
- Santa Inés (en Lanús Este) (7 de febrero de 1962)
- San José de los Obreros (en Gerli Este) (13 de agosto de 1961)
- Nuestra Señora del Valle (en Gerli Este) (2 de febrero de 1961)

Decanato Lanús Oeste
- Santa Faz (en Villa Industriales de Lanús Oeste) (25 de noviembre de 1940)
- San Judas Tadeo (en Lanús Oeste) (22 de junio de 1942)
- Nuestra Señora de los Remedios (en Remedios de Escalada) (2 de febrero de 1924)
- Nuestra Señora de Lourdes (en Lanús Oeste) (29 de junio de 1967)
- María Reina (en Remedios de Escalada) (28 de noviembre de 1956)
- San José de Pompeo (en Remedios de Escalada) (15 de julio de 1951)
- Nuestra Señora de Fátima (en Villa Caraza de Lanús Oeste) (24 de mayo de 1959)
- San Juan Bautista (en Valentín Alsina) (12 de mayo de 1942)
- Cristo Redentor (en Valentín Alsina) (29 de junio de 1982)
- Nuestra Señora de Fátima (en Valentín Alsina) (29 de junio de 1967)
- Nuestra Señora de la Merced y San Miguel Arcángel (en Villa Diamante de Lanús Oeste) (26 de septiembre de 1962)
- Nuestra Señora de los Dolores (en Villa Diamante de Lanús Oeste) (29 de junio de 1982)
- Nuestra Señora de los Trabajadores (en Villa Caraza de Lanús Oeste) (16 de febrero de 2019)
- Santiago Apóstol (en Villa Spínola, Gerli Oeste) (29 de junio de 1982)
- San Pedro Armengol (en Gerli Oeste) (21 de junio de 1942)

## Historia
La diócesis de Avellaneda fue erigida el 10 de abril de 1961 con la bula Cum Regnum Dei del papa Juan XXIII, obteniendo el territorio de la arquidiócesis de La Plata y de la diócesis de Lomas de Zamora.

A territorio archidioecesis Platensis regionem distrahimus, vulgo « partido », Quilmes; a dioecesis vero Clivi Zamoerensis regionem, vulgo « partido », Avellaneda; ex iisque novam dioecesim constituimus, Avellanediensem appellandam, vigintiquinque curias amplectentem, quarum quattuor in urbe Avellaneda exstant, sex in urbe Quilmes, duo simul in urbibus Bernal et Sarandi, ceterae in pagis vulgo Berazategui, Dock Sur, Don Bosco, Ezpeleta, Guillermo E. Hudson, La Florida, Pineyro, Ranelagh, Villa Domenico, Villa Espana et Wilde. Nova igitur Ecclesia confinis erit ad septemtrionem flumini vulgo Rio de la Plata; ad orientem solem, archidioecesi Platensi; ad meridiem, dioecesi Clivi Zamoerensis; ad occidentem denique solem, archidioecesi Bonaerensi, a qua flumine separatur vulgo Riachuelo. Avellanediensis dioecesis caput urbs erit Avellaneda appellata, in qua Episcopus sedem suam Aget, cathedra episcopalis magisterii in templo Deo in honorem Beatae Mariae Virginis in caelum Assumptae in eadem urbe exstante, quod idcirco ad dignitatem cathedralium aedium evehimus. Quae autem iura, privilegia, insignia, facultates ad omnes alias dioeceses spectant ad omnesque Episcopos, eadem ipsa cum novae Ecclesiae tum sacro eius Praesuli damus, impositis scilicet huic etiam oneribus et obligationibus sui muneris propriis. Censemus insuper ut et sedes et sacer Avellanediensis Antistes archidioecesi Platensi atque eius Metropolitae suffraganei sint.
Parte de la bula Cum Regnum Dei

Su primer obispo fue Emilio Antonio Di Pasquo quien siendo obispo de San Luis, el 14 de junio de 1961 fue trasladado por el papa Juan XXIII a la nueva sede de Avellaneda, de la que tomó posesión el 15 de agosto de ese año. Falleció el 9 de abril de 1962. Le sucedió Jerónimo Podestá, designado por el papa Juan XXIII el 27 de septiembre de 1962. Recibió la ordenación episcopal el 21 de diciembre de ese año y tomó posesión el 23 de diciembre de 1962. Podestá renunció el 4 de diciembre de 1967. A consecuencia de esa renuncia, el 4 de diciembre de 1967 el papa Pablo VI nombró al obispo auxiliar de La Plata, Eduardo Francisco Pironio, como administrador apostólico de Avellaneda. En ese carácter gobernó la diócesis hasta el 5 de octubre de 1968, fecha en la que entregó el gobierno pastoral al nuevo obispo, Antonio Quarracino, a quien el papa Pablo VI trasladó de la sede episcopal de Nueve de Julio el 3 de agosto de 1968. Tomó posesión el 5 de octubre de ese mismo año y gobernó pastoralmente la diócesis hasta el 5 de abril de 1986, en que asumió la arquidiócesis de La Plata, a la que fue promovido por el papa Juan Pablo II. Cuarto obispo de Avellaneda fue Rubén Héctor Di Monte, quien siendo obispo auxiliar de esta misma sede el papa Juan Pablo II lo designó obispo diocesano el 4 de abril de 1986. Tomó posesión el 1 de mayo siguiente. El 7 de marzo de 2000 el mismo pontífice lo promovió a la arquidiócesis de Mercedes-Luján. Producida la vacante y al tomar Di Monte posesión de su nueva sede, el colegio de consultores de la diócesis eligió administrador diocesano a Roberto Marcial Toledo. 
El 2 de marzo de 1964, en virtud del decreto Concrediti Christifidelium de la Sagrada Congregación Consistorial, se amplió su territorio con las parroquias de San Juan Battista y Santa Lucía, en el partido de Florencio Varela, que hasta entonces pertenecían a la arquidiócesis de La Plata.
Originalmente sufragánea de la arquidiócesis de La Plata, el 5 de mayo de 1967, en virtud de la bula Qui divino consilio del papa Pablo VI, pasó a formar parte de la provincia eclesiástica de la arquidiócesis de Buenos Aires.
El 9 de junio de 1976 cedió una parte de su territorio para la erección de la diócesis de Quilmes mediante la bula Ut spirituali del papa Pablo VI.
El 24 de abril de 2001, en virtud del decreto Ad melius consulendum de la Congregación para los Obispos, la diócesis amplió su territorio adquiriendo el partido de Lanús de la diócesis de Lomas de Zamora y el mismo día, por efecto del decreto Celeris magnique de la Congregación para los Obispos tomó su nombre actual. La nueva circunscripción eclesiástica comprende el territorio que tuvo el antiguo partido de Barracas al Sud desde 1865.
El 9 de marzo de 2002 la Congregación para el Culto Divino y la Disciplina de los Sacramentos confirmó a Nuestra Señora de la Asunción como patrona principal de la diócesis y a santa Teresa de Jesús como patrona secundaria.
El quinto obispo fue Rubén Oscar Frassia, a quien Juan Pablo II trasladó de la diócesis de San Carlos de Bariloche el 25 de noviembre de 2000. Tomó posesión el 3 de marzo de 2001 y el 7 de agosto de 2020 presentó su renuncia a la guía pastoral de la diócesis al papa Francisco. Luego de aceptada la renuncia la sede episcopal queda vacante siendo el vicario general, Rubén Oscar López el administrador diocesano designado por el colegio de consultores diocesano. El 7 de agosto de 2021 el papa Francisco anunció la designación de Marcelo Julián Margni, hasta entonces auxiliar de la diócesis de Quilmes, como el sexto obispo titular de la diócesis de Avellaneda-Lanús, tomando posesión del cargo el 24 de septiembre de 2021.  

## Estadísticas
Según el Anuario Pontificio 2021 la diócesis tenía a fines de 2020 un total de 689 500 fieles bautizados.
| Año                                                                             | Población            | Población | Población      | Sacerdotes | Sacerdotes    | Sacerdotes    | Bautizados por sacerdote | Diáconos permanentes | Religiosos | Religiosos | Parroquias |
| Año                                                                             | Bautizados católicos | Total     | % de católicos | Total      | Clero secular | Clero regular | Bautizados por sacerdote | Diáconos permanentes | Varones    | Mujeres    | Parroquias |
| ------------------------------------------------------------------------------- | -------------------- | --------- | -------------- | ---------- | ------------- | ------------- | ------------------------ | -------------------- | ---------- | ---------- | ---------- |
| 1965                                                                            | 900 000              | 1 200 000 | 75.0           | 84         | 62            | 22            | 10 714                   |                      | 61         | 212        | 38         |
| 1970                                                                            | ?                    | 1 250 000 | ?              | 110        | 60            | 50            | ?                        |                      | 50         | 250        | 39         |
| 1974                                                                            | 1 061 900            | 1 170 000 | 90,8           | 90         | 50            | 40            | 11 798                   | 1                    | 47         | 240        | 48         |
| 1980                                                                            | 368 000              | 410 000   | 89.8           | 50         | 30            | 20            | 7360                     |                      | 21         | 95         | 20         |
| 1990                                                                            | 362 000              | 375 000   | 96.5           | 37         | 20            | 17            | 9783                     |                      | 28         | 105        | 22         |
| 1999                                                                            | 280 000              | 400 000   | 70.0           | 44         | 27            | 17            | 6363                     |                      | 27         | 92         | 25         |
| 2000                                                                            | 280 000              | 400 000   | 70.0           | 45         | 28            | 17            | 6222                     | 2                    | 30         | 77         | 26         |
| 2001                                                                            | 700 000              | 900 000   | 77.8           | 71         | 42            | 29            | 9859                     | 16                   | 30         | 146        | 42         |
| 2002                                                                            | 547 000              | 782 150   | 69.9           | 83         | 56            | 27            | 6590                     | 16                   | 33         | 153        | 48         |
| 2003                                                                            | 549 710              | 785 300   | 70.0           | 89         | 61            | 28            | 6176                     | 19                   | 34         | 154        | 48         |
| 2004                                                                            | 558 950              | 798 500   | 70.0           | 76         | 48            | 28            | 7354                     | 19                   | 34         | 155        | 48         |
| 2006                                                                            | 547 000              | 782 140   | 69.9           | 93         | 67            | 26            | 5881                     | 26                   | 29         | 129        | 48         |
| 2012                                                                            | 635 588              | 794 485   | 80.0           | 78         | 58            | 20            | 8148                     | 23                   | 23         | 95         | 50         |
| 2015                                                                            | 655 000              | 818 000   | 80.1           | 76         | 58            | 18            | 8618                     | 30                   | 20         | 77         | 50         |
| 2018                                                                            | 675 980              | 844 220   | 80.1           | 76         | 59            | 17            | 8894                     | 34                   | 19         | 77         | 50         |
| 2020                                                                            | 689 500              | 861 100   | 80.1           | 83         | 65            | 18            | 8307                     | 39                   | 21         | 67         | 51         |
| Fuente: Catholic-Hierarchy, que a su vez toma los datos del Anuario Pontificio. |                      |           |                |            |               |               |                          |                      |            |            |            |

## Episcopologio
- Emilio Antonio Di Pasquo † (14 de junio de 1961-9 de abril de 1962 falleció)
- Jerónimo José Podestá † (25 de septiembre de 1962-2 de diciembre de 1967 renunció[nota 1])
- Antonio Quarracino † (3 de agosto de 1968-18 de diciembre de 1985 nombrado arzobispo de La Plata)
- Rubén Héctor Di Monte † (24 de marzo de 1986-7 de marzo de 2000 nombrado arzobispo de Mercedes-Luján)
- Rubén Oscar Frassia (25 de noviembre de 2000-7 de agosto de 2020 renunció)
- Marcelo Julián Margni, desde el 7 de agosto de 2021